# Georg Philipp Rugendas

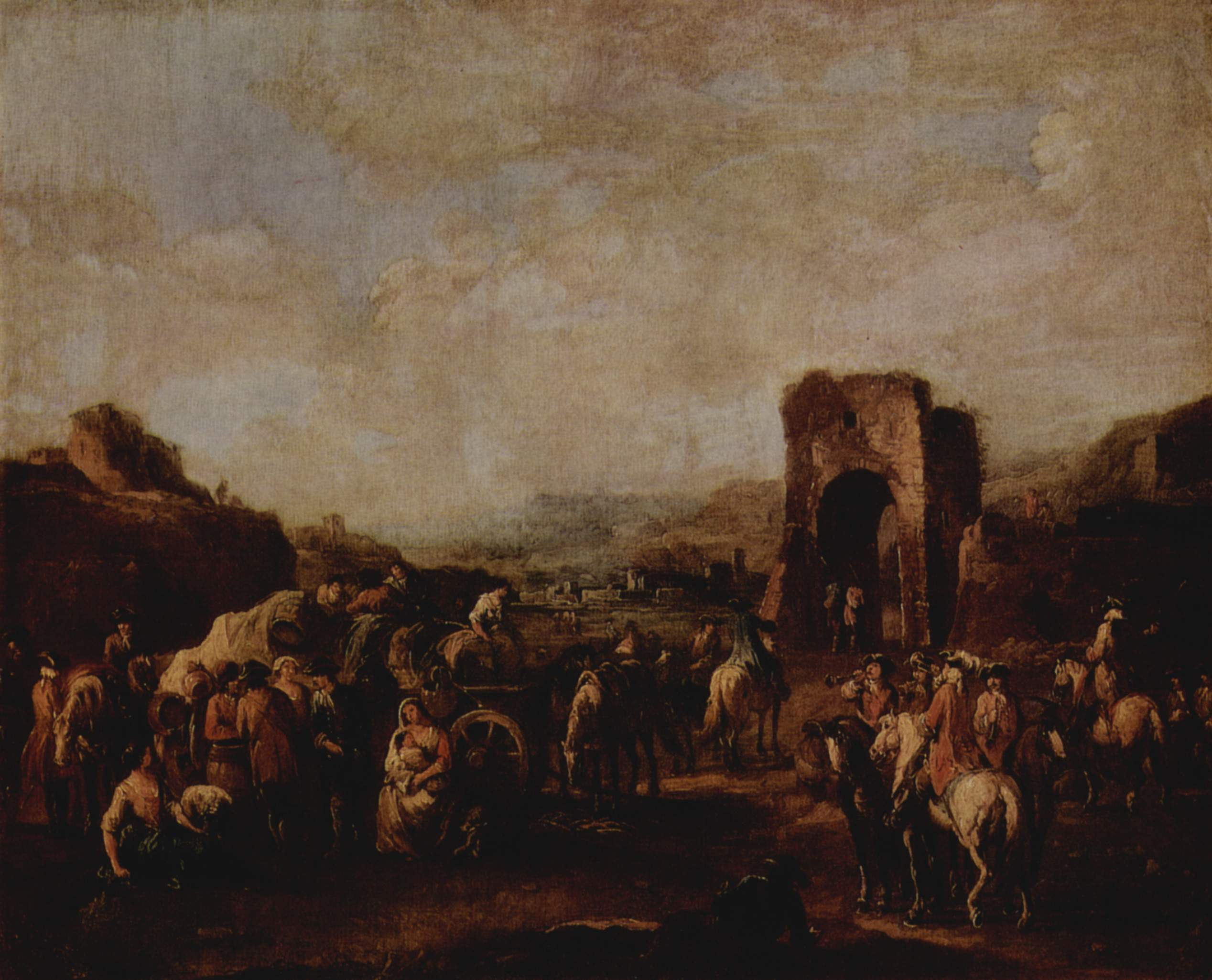
Oljemålning Krigsläger.

Georg Philipp Rugendas, född 27 november 1666 i Augsburg, död 10 augusti 1742 där, var en tysk målare och kopparstickare. Han är anfader till konstnärssläkten Rugendas.
Rugendas som studerade i sin hemstad, i Wien och Venedig, slog sig åter ned i Augsburg 1695. Han utbildade sig huvudsakligen under inflytande av Jacques Courtois, men bibehöll dock en viss självständighet i teckning och färg. Han målade bataljer och soldatliv. Arbeten av honom finns i museer i exempelvis Braunschweig, Hampton Court, Wien, Augsburg, Schwerin, Köpenhamn, Stockholm och Oslo. Hans teckningar och raderingar anses stå högre än hans målningar. Bland raderingarna märks Fransmännen framför Augsburg 1703 och 1704 (6 blad) samt Karl XII till häst, drivande fienden framför sig och Prins Eugen till häst. Rugendas blev 1710 direktör för konstakademien i Augsburg. Hans tre söner var skickliga i att arbeta med mezzotint, en teknik som han själv utövade med bravur. Rugendas finns representerad vid bland annat Nationalmuseum i Stockholm.